# Welimir Chlebnikow

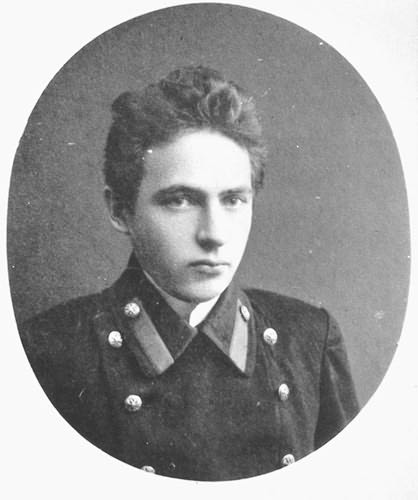
Welimir Chlebnikow (1908)

Welimir Chlebnikow (russisch Велимир Хлебников; eigentlich Wiktor Wladimirowitsch Chlebnikow/ Виктор Владимирович Хлебников, wiss. Transliteration Viktor Vladimirovič Chlebnikov; * 28. Oktoberjul. / 9. November 1885greg. in Malyje Derbety, Gouvernement Astrachan, heute Kalmückien; † 28. Juni 1922 in Santalowo, Rajon Krestzy, Oblast Nowgorod) war ein Dichter des russischen Futurismus, dessen Werk und Einfluss aber weit über diese Bewegung hinausreicht.

## Leben
Die von Chlebnikow während seines Studiums belegten Fächer – Mathematik, Naturwissenschaften, Sanskrit und Slawistik – deuten nur auf die wesentlichen Gebiete hin, die sich in seinem Schaffen niederschlugen. Seine ungewöhnliche Persönlichkeit rief höchste Achtung, Unverständnis, aber auch Spott hervor. Er legte keinen Wert auf materiellen Besitz und lebte meist ohne ständigen Wohnsitz. Zeitweise wohnte er in einer Klinik bei Charkow, wo er vom Psychiater V. Ja. Anfimow ein Gutachten erhoffte, das ihn vom Dienst in der Weißen Armee befreite. Chlebnikow starb mittellos in einem Provinzspital.

## Bedeutung
Chlebnikow beeinflusste die russische Dichtung wie kaum ein anderer. Er gehörte der bedeutsamen Futuristengruppe Gilea (Гилея) an. Zusammen mit Wladimir Majakowski, Dawid Burljuk und Alexei Krutschonych veröffentlichte er 1912 das Manifest Eine Ohrfeige dem allgemeinen Geschmack (russ. „Пощечина общественному вкусу“), das auch als Manifest des russischen Futurismus gilt.
Zu seinen bekanntesten Werken zählen Bobeobi (1908/09), Grashüpfer (1908/09), Kolokol Uma (1913) und die so genannte Über-Erzählung (сверхповесть) Sangesi. Zusammen mit Aleksei Krutschonych (Text) und Michail Matjuschin (Musik), zu Dekorations- und Kostümentwürfen von Kasimir Malewitsch, gehörte er zu den Autoren der „ersten futuristischen Oper“ Sieg über die Sonne (Pobeda nad solnzem); einem Schlüsselwerk der russischen und europäischen Avantgarde, uraufgeführt in Petersburg im Dezember 1913.
In seinem Werk experimentierte Chlebnikow mit der russischen Sprache. Er ging zu ihren Wurzeln zurück und erfand unzählige Neologismen. Zusammen mit Krutschonych entwickelte er die Kunstsprache Zaum, die eine Universalsprache, eine Sternen- oder auch Vogelsprache werden sollte. Er war außerdem fasziniert von slawischer Mythologie und konzipierte eine Synthetisierung der euroasiatischen Geisteswelt. Er sah sich selbst als Vorsitzenden der Erdkugel, praktizierte eine „Schicksalswissenschaft“, die er im Grenzbereich zwischen Poesie und Mathematik angesiedelt hatte und die es ihm ermöglichte, den Untergang des Zarenreiches, den Zweiten Weltkrieg und die Befreiung Afrikas von der Kolonisierung vorauszusagen.
1985/1986 zeigte das Lindenau-Museum Altenburg/Thür. unter dem Titel Segel der Zeit eine Ausstellung zum 100. Geburtstag Chlebnikows. Auf der documenta 8 im Jahr 1987 in Kassel wurden Aufnahmen von ihm im Rahmen der „Archäologie der akustischen Kunst 1 und 2: Radiofonia Futurista und Dada-Musik“ als offizieller Ausstellungsbeitrag aufgeführt. Der Asteroid des inneren Hauptgürtels (3112) Velimir ist nach ihm benannt.

## Galerie

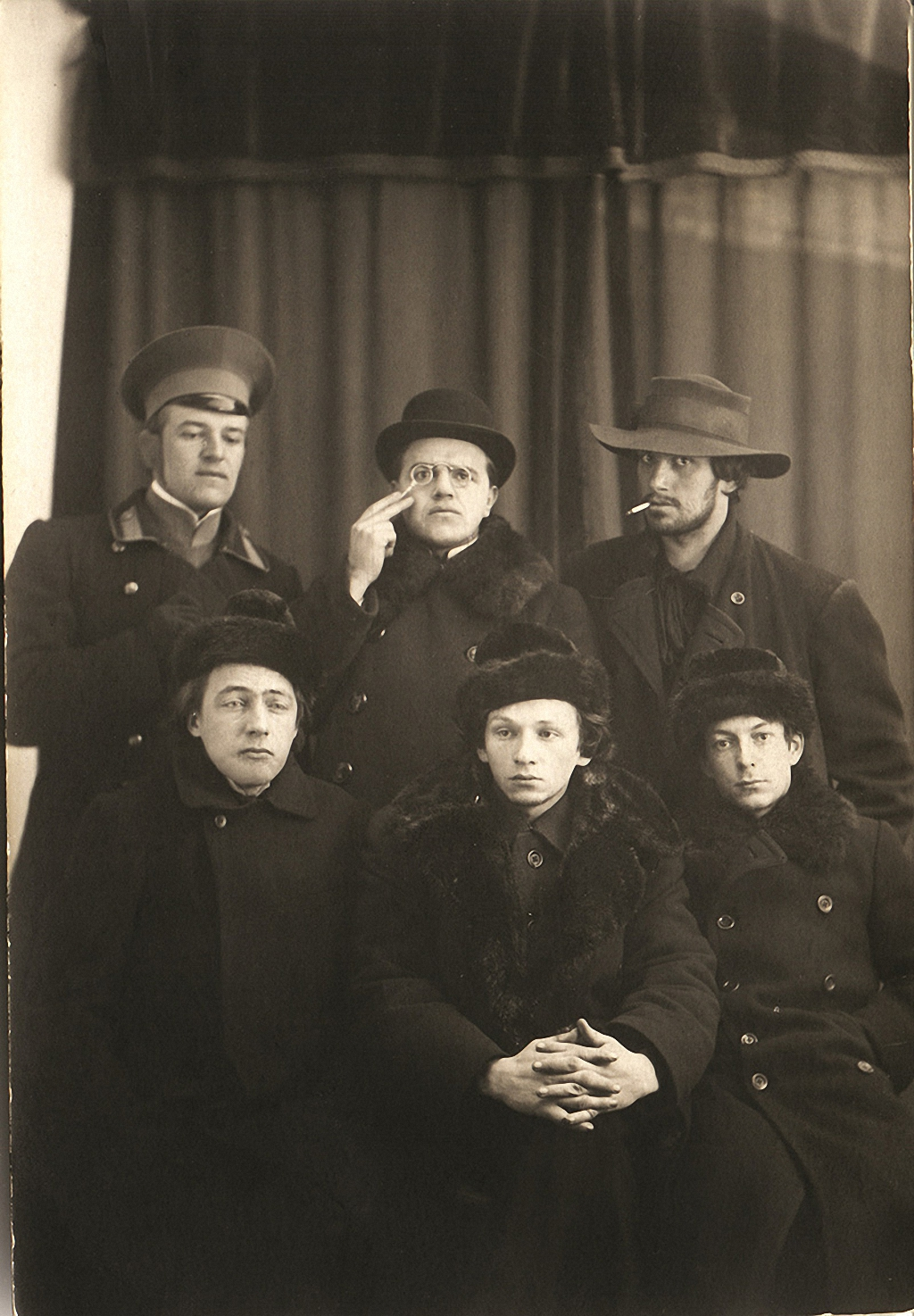
Von links, oben: Nikolai Burljuk, Dawid Burliuk, Wladimir Majakowski, unten: Chlebnikow, G.L. Kuzmin, S.D. Dolinski (1912)
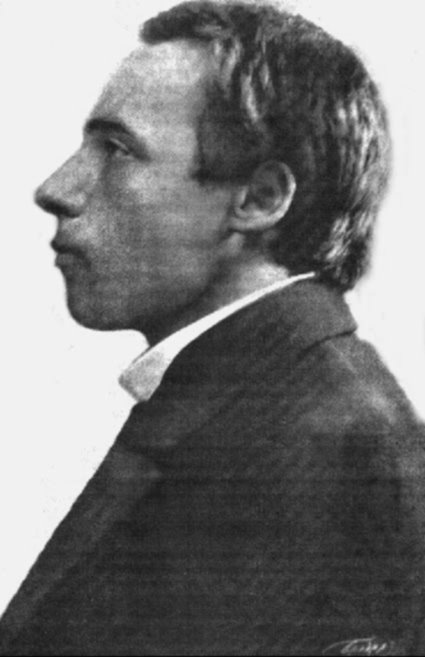
Chlebnikow (1913)
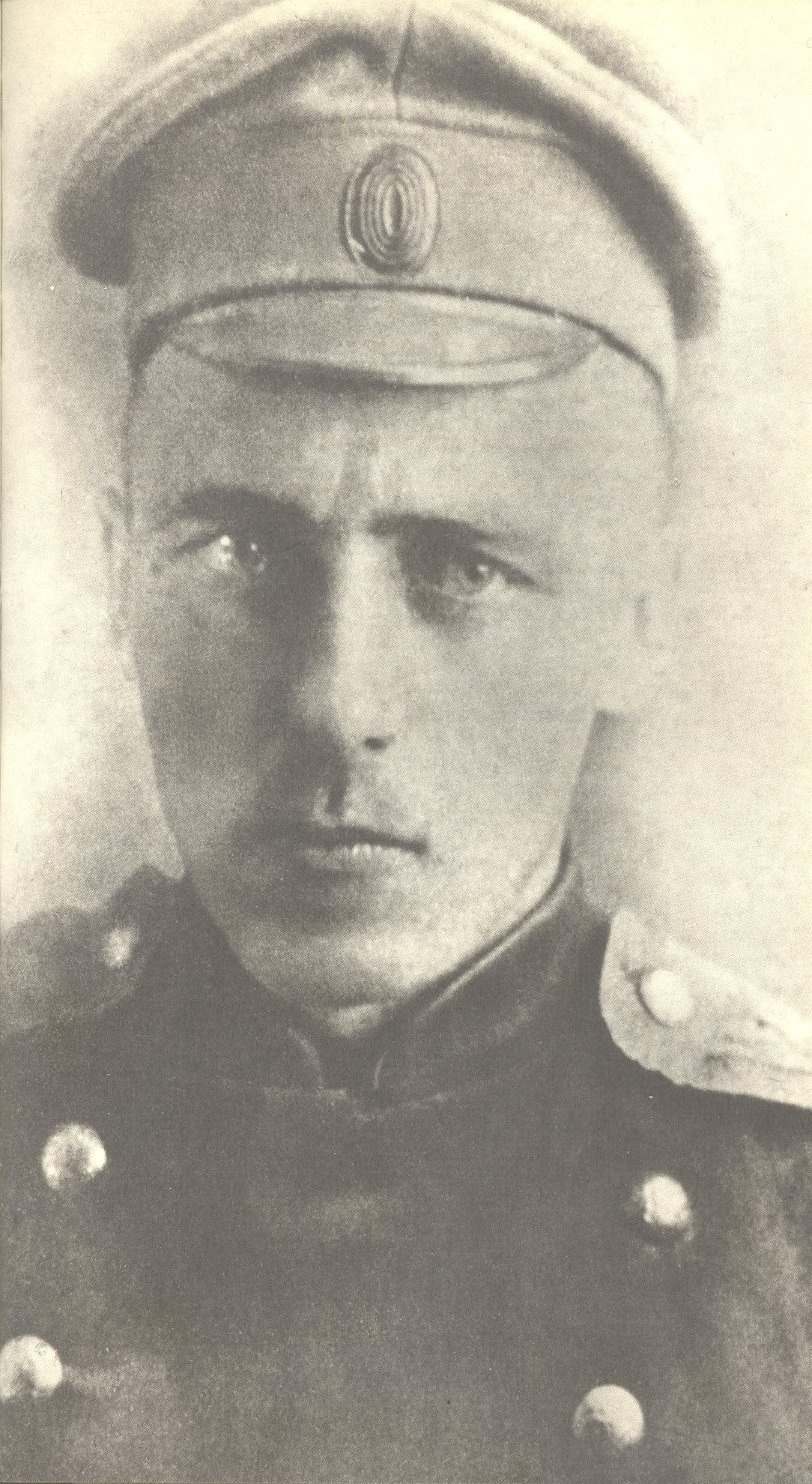
Chlebnikow (1916)
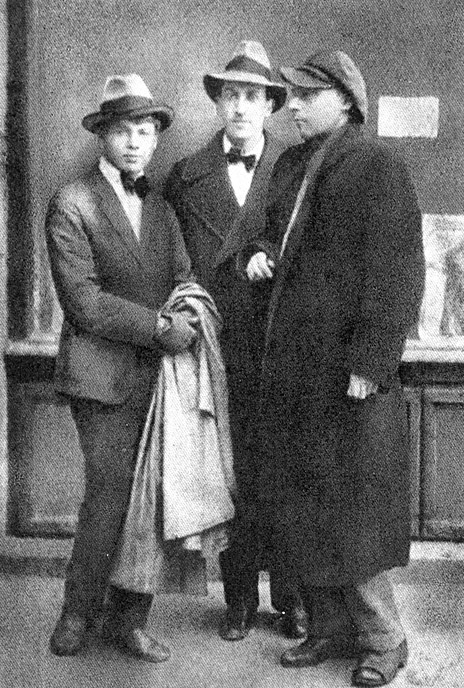
Sergei Jessenin, Anatoli Marienhof und Chlebnikow (rechts) (1920)

- Schöpfung Band 1. 1906–1908. Mit Beträgen zum Werk von Chlebnikov, Kamenski und Burljuk

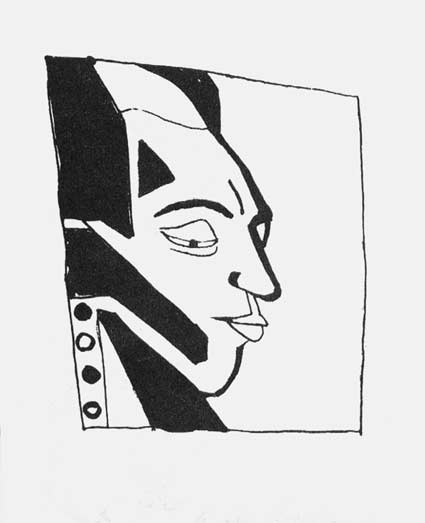
Wladimir Burljuk: Porträt von Welemir Chlebnikow (1913)
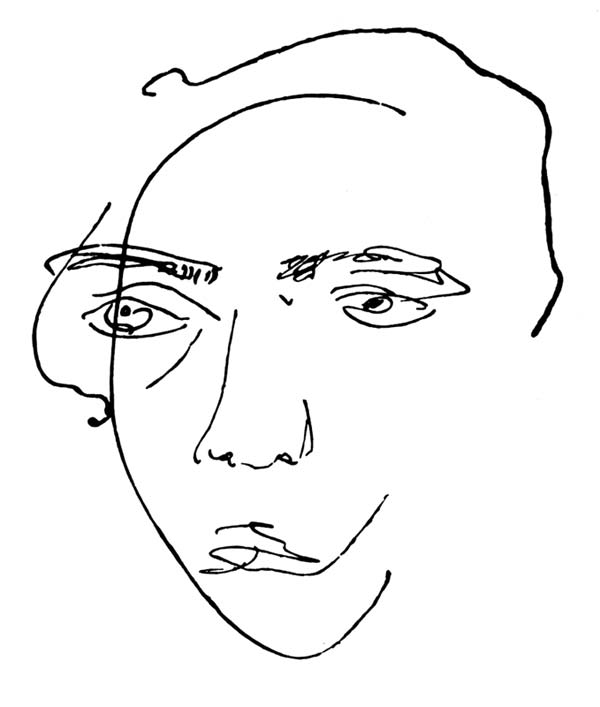
Selbstporträt
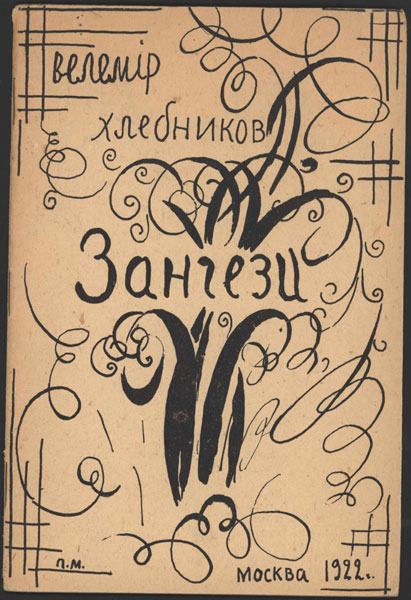
Chlebnikows Buch Zangezi (1922)

## Werk (Auswahl)
- Velimir Chlebnikov: Werke. Poesie – Prosa – Schriften – Briefe. Hrsg. von Peter Urban. Rowohlt, Reinbek 1985, ISBN 3-498-00868-4.
- Oskar Pastior, Mein Chlebnikov. Russisch/ deutsch. Mit Audio-CD. Engeler, Weil am Rhein 2003, ISBN 3-905591-70-7.
- Valeri Scherstjanoi, Hartmut Andryczuk: Chlebnikov-Trilogie (Tiergarten; Zangesia; Der Untergang von Atlantis), Texte, Übersetzungen, Zeichnungen, Skribentismen, Audio-CDs, Videos; Berlin 2004–2006.
- Werke. Herausgegeben von Peter Urban. Mit einem Nachwort von Marie Luise Knott und zahlreichen Abbildungen, suhrkamp, Berlin 2022, ISBN 978-3-518-43049-1.